# Punto caldo dell'Islanda

Il punto caldo dell'Islanda è un punto caldo responsabile dell'intensa attività vulcanica che ha formato l'isola dell'Islanda.

## Descrizione
L'Islanda è una delle zone vulcaniche con maggiore attività, con una eruzione in media ogni circa tre anni. Circa un terzo della lava basaltica eruttata nella storia delle eruzioni registrate è stata prodotta nell'attività dei vulcani islandesi. Eruzioni notevoli hanno interessato l'Eldgjá, un cratere del vulcano Katla, nel 934 (la più imponente eruzione basaltica della quale si abbia testimonianza), il Laki nel 1783 (la seconda eruzione più imponente), e diverse eruzioni sotto le cappe di ghiaccio che hanno generato devastanti jökulhlaup, tra i quali quello del 2010 conseguente all'eruzione del vulcano Eyjafjöll.
La collocazione dell'Islanda lungo la dorsale medio atlantica, nel punto di contatto tra la placca euroasiatica e quella nordamericana, è parzialmente responsabile di questa intensa attività vulcanica, ma altri fattori determinano la maggiore intensità in quella zona, che ha portato alla formazione di un'isola emersa mentre il resto della dorsale ha sviluppato una catena montuosa sottomarina. Oltre a essere una regione in cui il mantello ha una temperatura maggiore rispetto alle aree circostanti, la maggiore attività vulcanica è attribuita a una maggiore concentrazione di acqua, che quando presente nel magma ne abbassa il punto di fusione, favorendo l'intensità dell'attività vulcanica.

## Teorie sulla formazione
È in corso un dibattito sul fatto che il punto caldo sia dovuto a un profondo pennacchio del mantello o se la sua origine sia da ricercare a profondità ancora maggiori.
Alcuni geologi dubitano che il punto caldo islandese abbia la stessa origine di altri, come quello hawaiano. Mentre infatti le isole Hawaii e in generale la catena sottomarina Hawaii-Emperor mostrano un chiaro progresso temporale nello sviluppo, causato dal movimento della placca pacifica al di sopra del punto caldo, una simile traccia non è rinvenibile nel caso islandese. Si ipotizza che la direttrice tra il vulcano Grímsvötn e il Surtsey mostri il movimento della placca euroasiatica e che quella tra il Grímsvötn e il Snæfellsnes indichi invece il movimento della placca nordamericana.

### Teoria del pennacchio del mantello
Si ritiene che sotto l'Islanda sia presente un pennacchio del mantello, del quale il punto caldo sarebbe l'espressione superficiale. Questo rinforzerebbe il vulcanesimo, già dovuto al contatto tra le placche, sia nel centro dell'isola sia sulla dorsale tra il promontorio Reykjanes e la zona di sudest dell'area vulcanica. Si ritiene che il plume sia piuttosto stretto, forse un centinaio di chilometri, a una profondità tra i quattrocento e i seicentocinquanta chilometri al di sotto della superficie, forse fino alla zona di confine tra mantello e nucleo. Alcuni studi suggeriscono che il punto caldo abbia una temperatura maggiore di soli 50-100 K rispetto al mantello circostante, insufficiente a creare forti spinte idrostatiche, e si ipotizza che la mancanza di una traccia temporale nello sviluppo dei vulcani sia dovuta al fatto che il plume si sia trovato per molto tempo al di sotto del cratone groenlandese.